# Diritromicina
La diritromicina è un antibiotico appartenente alla famiglia dei macrolidi.
È utilizzata per il trattamento di infezioni lievi o moderate causate da ceppi sensibili di microrganismi, in particolare nei casi di bronchite cronica, polmonite, faringite, tonsillite e di infezioni della pelle senza complicanze.

## Sintesi e farmacodinamica
La diritromicina è un profarmaco derivato dalla 9S-eritromicilamina preparato per condensazione di quest'ultima con 2-(2-metossietossi)acetaldeide.  L'anello 9N,11O-ossazinico così formato è un emiaminale che in soluzione acquosa risulta instabile sia in condizioni acide sia alcaline e subisce idrolisi spontanea a formare eritromicilamina. L'eritromicilamina è un derivato semisintetico dell'eritromicina in cui il gruppo chetonico dell'anello eritronolide è stato convertito in un gruppo amminico. L'eritromicilamina mantiene le medesime proprietà antibatteriche dell'eritromicina somministrata oralmente.
Il profarmaco, diritromicina, è fornito in compresse gastroresistenti per prevenirne l'idrolisi catalizzata dal basso pH dello stomaco. La diritromicina somministrata per via orale viene assorbita rapidamente nel plasma, soprattutto a livello dell'intestino tenue, dove subisce un processo di idrolisi non enzimatica a eritromicilamina.
La biodisponibilità del farmaco somministrato per via orale è stimato essere circa il 10%, valore che non muta in base alla natura dei cibi assunti in concomitanza. Il 90% della diritromicina è quindi convertita in eritromicilamina tramite idrolisi entro 35 minuti dall'assunzione, conversione che risulta completa dopo 1,5 ore.

## Meccanismo di azione
La diritromicina inibisce la crescita batterica interferendo con il processo di sintesi proteica. La molecola lega la subunità 50S del ribosoma batterico 70S inibendo la traslocazione del peptidil tRNA di nuova sintesi dal sito A al sito P (dove c'è un tRNA ormai scarico). Il farmaco presenta una affinità per la subunità 50S oltre 10 volte maggiore rispetto all'eritromicina ed è inoltre in grado di legarsi simultaneamente a due domini di RNA 23S della subunità ribosomiale 50S, a differenza dei macrolidi precedentemente sviluppati che invece erano in grado di legarsi ad uno solo dei domini.

## Disponibilità in commercio
La diritromicina, commercializzata con il nome Dynabac (Dinabac in Italia) dalla Lilly Research Laboratories non è più disponibile per la vendita né negli Stati Uniti né in Italia, poiché il suo utilizzo risulta meno efficace rispetto a quello di altri macrolidi commercializzati più recentemente.